# Wolhusen
Wolhusen é uma comuna da Suíça, no Cantão Lucerna, com cerca de 4.060 habitantes. Estende-se por uma área de 14,30 km², de densidade populacional de 284 hab/km². Confina com as seguintes comunas: Doppleschwand, Entlebuch, Menznau, Romoos, Ruswil, Werthenstein.
A língua oficial nesta comuna é o Alemão.